# Agrarmarktordnung
Marktordnungen für Agrarprodukte sind ein zentrales Instrument der Agrarpolitik der Europäischen Union (EU) für den gemeinsamen Agrarmarkt. Marktordnungen sind für nahezu jedes Agrarprodukt von Getreide über Wein, Zucker bis hin zu Bananen erlassene EU-Verordnungen.
Die Hauptfunktion von Marktordnungen ist die Abgrenzung des EU-Binnenmarktes vom Weltmarkt mit seinen zum Teil viel zu niedrigeren Preisen. Die Preise für eingeführte Agrarprodukte werden also innerhalb der EU künstlich hoch gehalten, um die heimischen Produzenten vor Konkurrenz aus dem Nicht-EU Ausland zu schützen.
Um ihrer Aufgabe gerecht werden zu können, sehen die Marktordnungen als Steuerungselemente unter anderem Abschöpfungen, Ausfuhrprämien (Ausfuhrerstattung) und Einfuhrkontingente vor.
Im Rahmen der WTO wird in wiederholten Runden über Änderungen der Marktordnung verhandelt.

## Abschöpfungen
Abschöpfungen sind Einfuhrabgaben, die auf die Einfuhr von Agrarprodukten mit Marktordnungen erhoben werden. Sinn der Abschöpfungen ist es, den Preis für die Ware vom niedrigen Weltmarktniveau auf das Niveau des Preises auf dem EU-Binnenmarkt zu heben. Abschöpfungen sind keine Zölle, werden aber von den Zollbehörden bei der Einfuhr der Waren in den freien Verkehr erhoben. Sie sind für die Berechnung des Zollwertes und der Einfuhrumsatzsteuer relevant. Die Höhe der Abschöpfungen entspricht in etwa dem Unterschied zwischen Weltmarktpreis und Binnenpreis in der EU.
Teilweise sind Abschöpfungen an gewisse Quoten gekoppelt und nach diesen gestaffelt. Wareneinfuhren, die innerhalb der ersten Quote liegen (z. B. die ersten x Tonnen Bananen, welche in einem Jahr eingeführt werden), werden mit einer niedrigen Abschöpfung belegt, Waren, die innerhalb der nächsten Quote liegen (z. B. mehr als x Tonnen Bananen, aber noch keine y Tonnen Bananen), werden mit einer höheren Abschöpfung belegt, und alle Einfuhren, die über diesen Quoten liegen, werden mit der vollen Abschöpfung belegt. Dies ist zum Beispiel in der Bananenmarktordnung so geregelt, was dazu führt, dass am ersten Werktag jedes Jahres riesige Mengen Bananen für die zollrechtliche Überführung in den freien Verkehr angemeldet werden und die Quote schon ganz am Anfang des Jahres erschöpft ist. Die Bananenmarktordnung wurde 1993 eingeführt, um den Bananenanbau auf den Kanarischen Inseln und den französischen Überseegebieten gegenüber konkurrenzfähigeren Importen aus Südamerika zu schützen.

## Ausfuhrprämien/Ausfuhrerstattung
| Agrarprodukt                        | 1978 | 2001 | 2018  |
| ----------------------------------- | ---- | ---- | ----- |
| Getreide                            | 084  | 129  | 112,4 |
| Kartoffeln                          | 094  | 108  | 148,0 |
| Zucker                              | 129  | 136  | 161,0 |
| Rind- und Kalbfleisch               | 100  | 166  | 098,2 |
| Schweinefleisch                     | 088  | 088  | 119,2 |
| Geflügelfleisch                     | 058  | 064  | 098,9 |
| Eier                                | 079  | 075  | 071,9 |
| Käse                                | 090  | 107  | 123,9 |
| Butter                              | 135  | 079  | 100,0 |
| Quelle: Bericht der Bundesregierung |      |      |       |

Ausfuhrvergütungen wurden für die Ausfuhr von Agrarprodukten (auch weiter verarbeitete Produkte wie z. B. Backwaren) aus der EU an den Exporteur gezahlt, damit Agrarprodukte aus der EU auf dem Weltmarkt konkurrenzfähig sein können. Die Höhe der Ausfuhrvergütung entsprach in etwa dem Unterschied zwischen Binnenpreis in der EU und Weltmarktpreis. Bei Agrarprodukten, die in der EU zu viel produziert worden sind (z. B. Milchsee oder Butterberg in den 80er Jahren), lagen die Erstattungen zum Teil auch darüber, um den Export dieser Waren finanziell noch interessanter zu machen. Inzwischen wurden die finanziellen Anreizsysteme jedoch so umgestellt, dass eine derartige Überproduktion nicht mehr stattfindet.
Eine Ausnahme ist Hartweizen, dessen Preis in der EU höher ist als auf dem Weltmarkt, da Hartweizen als Grundlage von Teigwaren eine sehr gefragte Ware ist. Hier gibt es keine Ausfuhrvergütungen und es wurden zeitweise sogar Ausfuhrabgaben (entgegengerichtete Abschöpfung) erhoben, um den Preis der Ware auf hohem Niveau zu halten.